# Ommatius tibialis
Ommatius tibialis là một loài ruồi trong họ Asilidae. Ommatius tibialis được Say miêu tả năm 1823. Loài này phân bố ở vùng Tân Bắc giới.